# Tácticas de guerra
Tácticas de guerra es una canción de la actriz y cantante mexicana Lucero que fue incluida en su decimotercer álbum de estudio Piel de ángel. El tema fue escrito por Luis Cabañas y Miguel Gallardo, y publicada bajo el sello discográfico Melody Discos a mediados del mes de diciembre de 1996.

## Antecedentes
La canción alcanzó el puesto número 1 en México en las listas de popularidad y el número 13 en la lista Billboard Hot Latin Tracks.
Ha estado en varios discos de grandes éxitos y versiones de sus canciones más recopilatorios y otros álbumes en vivo de la propia cantante.

## Lista de canciones

### CD - Promo[6]
| Tácticas de guerra — Single |                      |          |  |
| N.º                         | Título               | Duración |  |
| 1.                          | «Tácticas de guerra» | 3:42     |  |

## Posiciones en las listas
| Listas                                    | Posición |
| ----------------------------------------- | -------- |
| Estados Unidos Billboard Hot Latin Tracks | 13       |
| México (Top 100)                          | 8        |